# Шепелево (Вологодская область)
Шепелево — деревня в Череповецком районе Вологодской области.
Входит в состав Ягницкого сельского поселения, с точки зрения административно-территориального деления — в Большедворский сельсовет.
Расстояние по автодороге до районного центра Череповца — 134 км, до центра муниципального образования Ягницы — 14 км. Ближайшие населённые пункты — Еврасово, Никулино, Васюково.
По переписи 2002 года население — 41 человек (16 мужчин, 25 женщин). Преобладающая национальность — русские (98 %).